# Khana Ratsadon
Khana Ratsadon (in lingua thai: คณะราษฎร, letteralmente: Partito del Popolo) fu un gruppo formato da militari e civili che organizzò e portò a termine il colpo di Stato noto come rivoluzione siamese del 1932, costringendo il sovrano Prajadhipok a concedere la monarchia costituzionale. Divenne il primo partito politico formato in Siam, l'odierna Thailandia, e fu per un breve periodo il partito unico del locale parlamento.

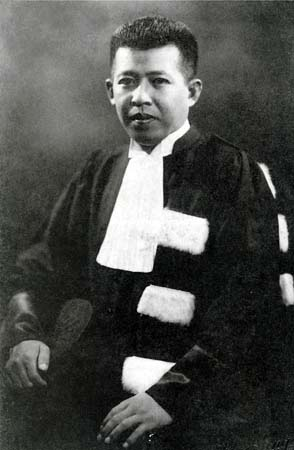
Pridi Phanomyong

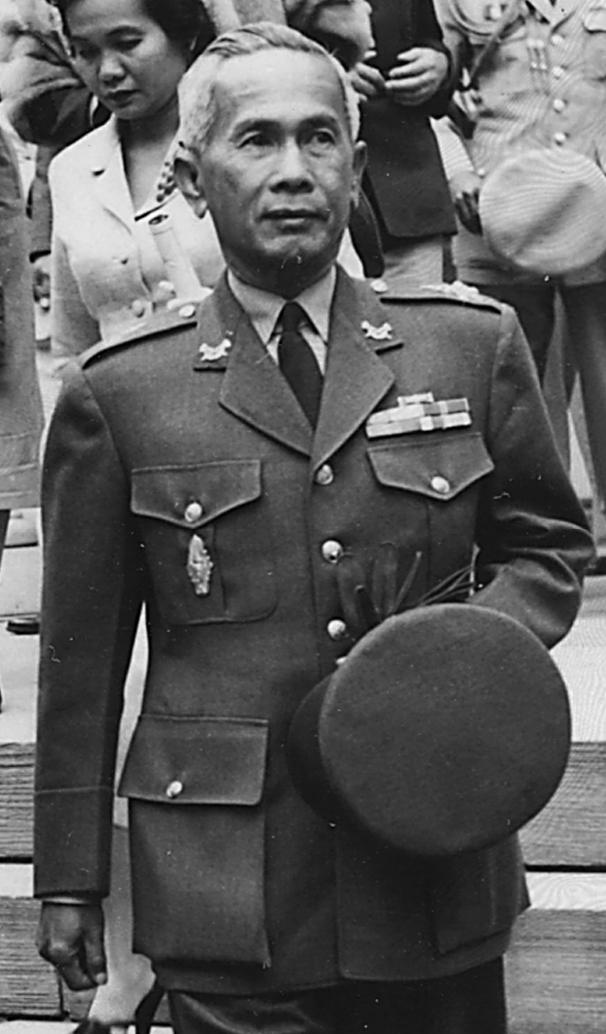
Plaek Phibun Songkhram

## Origini

### I promotori a Parigi
Nel 1927, il Regno del Siam, guidato dal sovrano Prajadhipok, Rama VII della dinastia Chakri, si trovava in grandi difficoltà economiche e sotto la continua minaccia degli imperi coloniali di Francia e del Regno Unito. In quegli anni si era creata una fascia di intellettuali e militari che avevano studiato all'estero e che ambivano a trasformare il Paese secondo i modelli di monarchia costituzionale diffusi in Europa. Nel febbraio del 1927, sette studenti siamesi si riunirono in un albergo di Parigi e fondarono il gruppo che sarebbe diventato il Khana Ratsadon. I partecipanti a questa riunione, che durò alcuni giorni, erano:
1. Tenente Prayoon Pamornmontri (in thai: ร.ท. ประยูร ภมรมนตรี), ufficiale dell'esercito, in precedenza tra le guardie reali del re Rama VI
2. Tenente Plaek Khittasangkha (in thai: ร.ท. แปลก ขีตตะสังคะ), che sarebbe diventato Luang Phibulsongkram, a quel tempo ufficiale dell'esercito e studente alla Scuola di Artiglieria applicata di Francia
3. Tenente Thatsanai Mitphakdi (in thai: ร.ต. ทัศนัย มิตรภักดี), ufficiale dell'esercito e studente all'Accademia di Cavalleria di Francia
4. Tua Lophanukrom (in thai: ตั้ว ลพานุกรม), studente di Scienze in Svizzera
5. Luang Siriratchamaitri (in thai: หลวงสิริราชไมตรี), diplomatico presso l'ambasciata siamese di Parigi
6. Naep Phahonyothin (in thai: แนบ พหลโยธิน), studente di Legge in Inghilterra
7. Pridi Phanomyong (in thai: ปรีดี พนมยงค์), studente in Legge a Parigi

### Sei princìpi
I sette rivoluzionari elessero presidente Pridi Phanomyong e si auto definirono promotori (in thai: ผู้ก่อการ, trascrizione RTGS: Phu Ko Kan), prefiggendosi l'attuazione delle seguenti sei priorità, chiamate sei principi (in thai: หลักหกประการ, RTGS: Lak Hok Prakan), che per la prima volta nel Paese affrontavano apertamente il problema dei diritti civili:
1. Mantenere la sovranità del popolo thai
2. Mantenere la sicurezza nazionale
3. Mantenere il welfare economico dei thai secondo un progetto economico nazionale
4. Salvaguardare l'uguaglianza davanti alla legge tra tutti i cittadini thai
5. Mantenere i diritti e le libertà del popolo nel rispetto dei principi precedenti
6. Provvedere l'istruzione pubblica per tutti i cittadini thai

Per raggiungere tali obiettivi, concordarono che era necessario la caduta della monarchia assoluta, anche con l'uso della forza se necessario, trasformando il regno asiatico in una moderna monarchia costituzionale.

## Ritorno in patria e pianificazione del colpo di Stato
Al loro ritorno in patria, trovarono molti che aderirono al loro progetto nelle file dell'esercito, della marina militare, tra i commercianti, i funzionari statali ecc. Raggiunsero il numero di 102 membri, divisi nelle seguenti quattro sezioni:

I "Quattro moschettieri" dell'esercito, da sinistra Phraya Songsuradet, Phraya Phahonyothin, Phraya Ritthi e Phra Prasan

- I civili, capeggiati da Pridi Phanomyong
- I militari della Marina, guidati da Luang Sinthusongkhramchai
- Le leve dell'Esercito, guidate dal maggiore Plaek Phibun Songkhram
- Gli ufficiali più anziani dell'Esercito, sotto il controllo del potente colonnello Phot Phahonyothin. In questa fase, ai vertici dell'esercito furono in quattro i principali alti ufficiali che aderirono alla ribellione con compiti direttivi, e furono chiamati i "Quattro moschettieri" (in thai: ทหารเสือ, RTGS:thahan suea, letteralmente: tigri militari). Oltre a Phahonyothin, vi erano i colonnelli Phraya Songsuradet (Thep Phanthumsen) e Phraya Ritthi-akhane (Sala Emasiri), nonché il tenente colonnello Phra Prasanphitthayayut (Wan Chuthin).

## Rivoluzione siamese del 1932 e conquista del potere
Il gruppo ottenne quanto si era prefisso con un colpo di Stato noto come rivoluzione siamese del 1932, portato a termine senza spargimento di sangue mentre il sovrano si trovava in villeggiatura a Hua Hin. Rama VII fu costretto a concedere la costituzione il 27 giugno 1932. Il giorno dopo si insediò la prima Assemblea del popolo del Siam, i cui 70 membri furono scelti dai "Quattro moschettieri" dell'esercito. La prima costituzione provvisoria firmata dal re garantiva la continuazione della monarchia, ma il sovrano veniva esautorato da tutti i suoi poteri che passarono al Comitato popolare (l 'esecutivo), all'Assemblea del popolo (il legislativo) e alla Corte suprema (il giudiziario). Questi nuovi enti erano egemonizzati dal partito unico. Fu previsto un approccio graduale alla democrazia, subordinandola all'attuazione del piano di scolarizzazione di massa da raggiungere con la creazione della scuola dell'obbligo, in modo che tutti i siamesi acquisissero le conoscenze necessarie per formarsi una propria idea politica.
I rapporti iniziali tra il monarca ed il partito unico Khana Ratsadon furono all'insegna della collaborazione, il re chiese e ottenne che fossero fatti emendamenti alla Costituzione provvisoria e ne venisse preparata una permanente. Come primo capo del governo venne scelto per la sua neutralità l'avvocato Manopakorn Nititada, che aveva fatto carriera nel Ministero di Giustizia e si era guadagnato un posto nel Consiglio Privato di re Vajiravudh. Data la loro scarsa esperienza in affari di governo, nessuno dei membri del Khana Ratsadon fu nominato ministro e i dicasteri furono affidati ad esperti burocrati. La prima Costituzione permanente fu molto più moderata della provvisoria nella forma, restituendo al sovrano alcuni poteri, ma sostanzialmente uguale nei contenuti, e fu promulgata dal re il 10 dicembre 1932. La data del 10 dicembre è tuttora una festa nazionale thai conosciuta come il 'Giorno della Costituzione'.

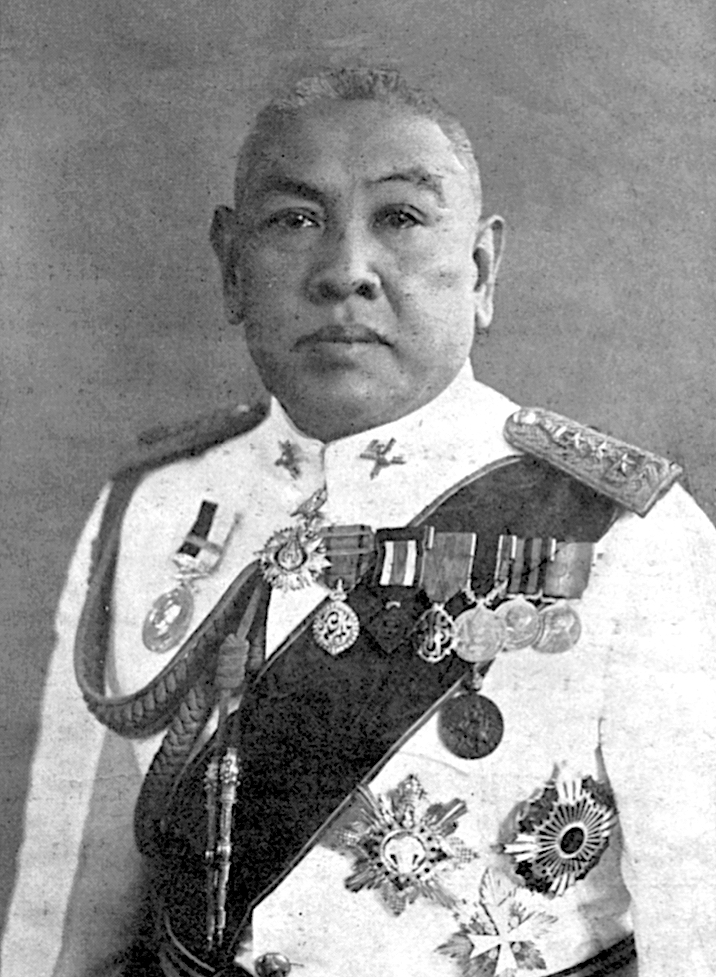
Phot Phahonyothin

## Dissidi interni e spaccature
Un rivoluzionario piano di riforma agraria presentato da Pridi Phanomyong fu respinto come comunista dal sovrano e dal primo ministro, che fu investito di poteri dittatoriali dal sovrano ed emise leggi di gravità eccezionale. I provvedimenti che prese, conosciuti come il 'colpo di Stato silenzioso', compresero lo scioglimento del parlamento e la sospensione della costituzione. Fece approvare una legge anti-comunista che provocò l'incarcerazione dell'intero Comitato Centrale del Partito Comunista del Siam, nonché la censura e la chiusura di svariate pubblicazioni di sinistra. L'appartenenza ad un'organizzazione comunista divenne passibile di pene fino a 12 anni di reclusione.
Il progetto di Pridi aveva anche spaccato la compagine di governo. Le vibranti proteste dei proprietari terrieri e della vecchia aristocrazia spinsero l'ala conservatrice del partito a schierarsi apertamente contro la riforma. Tale spaccatura non si sarebbe più sanata fino al dopoguerra ed avrebbe visto le varie fazioni del partito combattersi con il progressivo indebolimento della fazione civile. I progressisti si trovarono isolati; il 12 aprile 1933 Pridi fu costretto all'esilio e tornò in Francia. Il conflitto istituzionale che ne seguì portò al colpo di Stato del giugno 1933, il cui organizzatore Phot Phahonyothin assunse la carica di primo ministro. Fu fatto rientrare Pridi dalla Francia, mentre Manopakorn fu esiliato a Penang. In tale occasione, Khana Ratsadon assunse il pieno controllo del potere e divenne il partito unico. Ben presto le posizioni liberal-socialiste della fazione civile trovarono dissenzienti molti nobili e militari conservatori, che fondarono il Partito Nazionale.

Dicembre 1938, Pridi Phanomyong (secondo da sinistra nella prima fila), ministro dell'Interno nella compagine del primo governo di Plaek Phibunsongkhram (quarto da sinistra)

Negli anni successivi emersero le grandi contraddizioni tra l'anima militarista del partito, capeggiata da Phibun, e quella progressista guidata da Phanomyong. Phibun divenne il terzo primo ministro del Siam nel dicembre del 1938; instaurò un regime nazionalista e militarista che culminò nell'entrata della Thailandia (nuovo nome del Siam dal 1939) nella seconda guerra mondiale a fianco dell'Impero del Giappone.

## Scioglimento ed eventi successivi
Con l'approssimarsi della sconfitta, Phibun ed il suo gruppo persero prestigio ed il partito fu sciolto. Nel dopoguerra vi fu per i thai un breve periodo di democrazia egemonizzato da Phanomyong,  ma i militari ripresero il potere con il colpo di Stato del novembre 1947 orchestrato da Phibun, che divenne in seguito nuovamente primo ministro.
I membri del partito avevano dominato la scena politica thai/siamese per circa un ventennio e furono in sei a ricoprire la carica di primo ministro. Il più longevo membro del Khana Ratsadon fu Krachang Tularak, che morì all'età di 98 anni il 24 giugno 2009.